# يوسف أحمد الشيراوي
يوسف أحمد الشيراوي (1927م - 2004م) أديب وسياسي بحريني. تولّى وزارة التنمية والصناعة في البحرين من عام 1971م، وصدر له عدد من المؤلفات منها كتاب «أطلس المتنبي».

## النشأة
ولد يوسف أحمد الفضلي الشيراوي في المحرق عام 1927م لأسرة معروفة.

## التعليم
- حصل على الماجستير في الكيمياء من جامعة غلاسكو في المملكة المتحدة عام 1955م.
- حصل على البكالوريوس في الكيمياء من الجامعة الأميركية في بيروت عام 1950م.[6]

## العمل والمناصب
- وزير التنمية والصناعة من عام 1971م إلى عام 1995م.[7]
- وزير الدولة لشئون مجلس الوزراء بالوكالة من عام 1982م إلى عام 1992م.
- وزير التنمية والخدمات الهندسية من عام 1971م إلى عام 1975م.
- عين مديراً لشئون النفط ،ومديرا لمكتب التنمية بوزارة المالية من عام 1963م إلى عام 1970م.
- مستشار أمير البحرين من عام 1955م.
- عين سكرتيرا للمجلس الإداري بالدولة، ومساعدا لمستشار الحكومة في الفترة من عام 1956م إلى عام 1970م.
- عين مساعدا لمدير التعليم - دائرة التعليم من عام 1955م إلى عام 1957.
- مستشار شركة (طيران الخليج)، وكان أحد مؤسسيها.
- عمل مدرساً، ونائبا لمدير مدرسة البحرين الثانوية من عام 1950م إلى عام 1953م.[6][8]

## المؤلفات
| الكتاب                                    | التاريخ | المصدر       |
| ----------------------------------------- | ------- | ------------ |
| تقويم الشيراوي                            | 1990م   |              |
| الاتصالات والمواصلات في الحضارة الإسلامية | 1992م   |              |
| أطلس المتنبي                              | 2004م   | [ 9 ] [ 10 ] |

## التكريم
منحه خادم الحرمين الشريفين الملك فهد بن عبد العزيز وشاح الملك فيصل عام 1986م.

## العائلة
كان متزوجاً من مي بنت الشاعر ابراهيم العريض.

## الوفاة
توفي يوم الاثنين 2 فبراير 2004م / 11 ذي الحجة 1424هـ في لندن إثر نوبة قلبية.